# AAGAB
AAGAB là một gen người nằm trên nhiễm sắc thể số 15.